# Joline

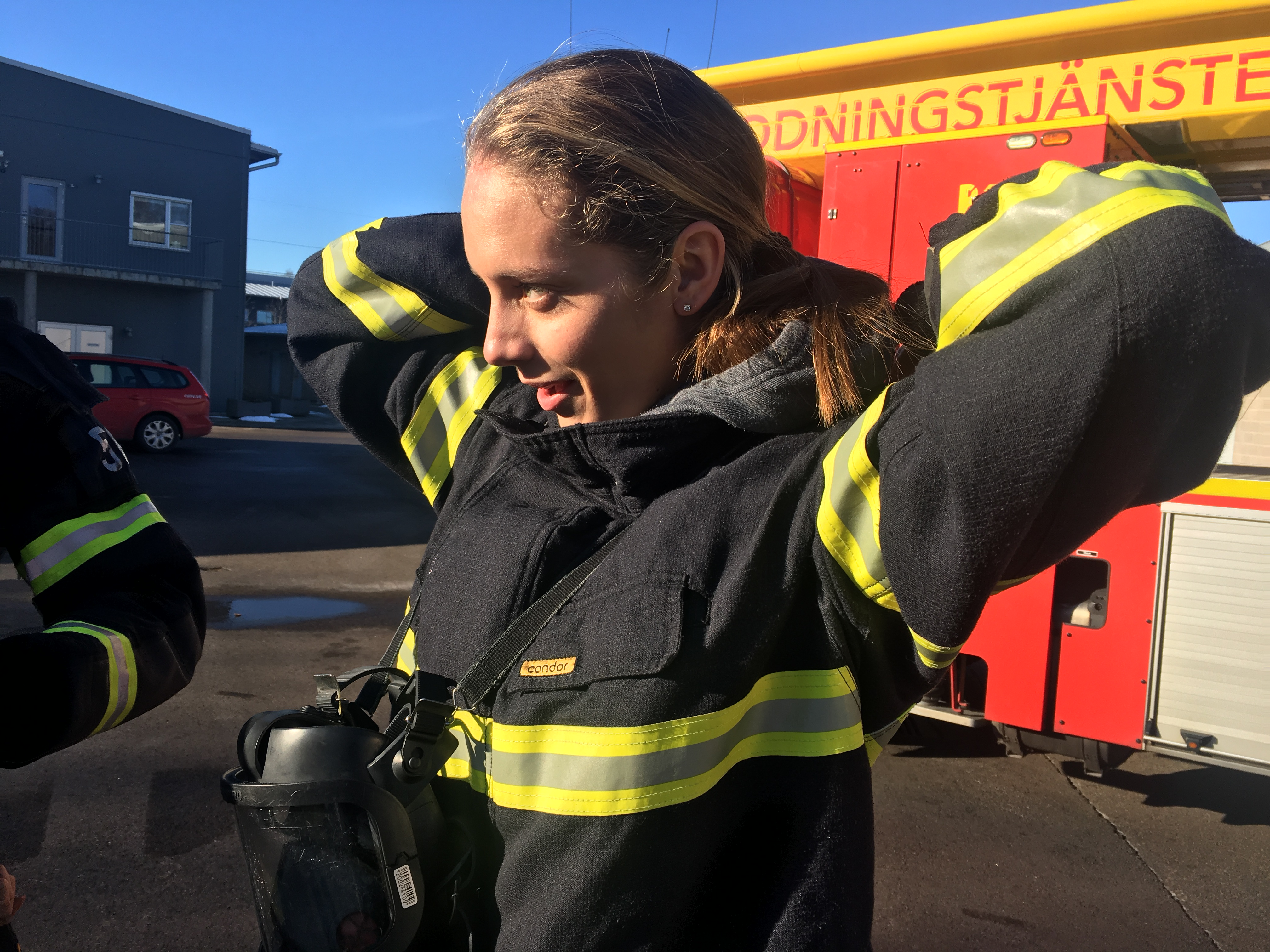
Joline Höstman, 2017.

Joline är ett kvinnonamn som troligen kommer av det franska ordet joli, som betyder; vacker, söt, snygg. Under början av 2000-talet har allt fler flickor döpts till Joline. För flickor födda 2013 var det 82:e vanligaste namnet. Den 1 januari 2014 fanns det i Sverige 1455 kvinnor med förnamnet Joline. Av dessa har 1108 namnet Joline som tilltalsnamn.Det finns ingen man med namnet Joline. Mest berömt är namnet förmodligen från en låt av Dolly Parton från 1973, där namnet dock stavas Jolene.
Namnsdag: Är ej med i namnsdagskalendern.

## Personer med namnet Joline
- Joline Höstman, simmare
- Joline Persson Planefors, bowlare